# トロイダルモーメント
トロイダルモーメント(英: Toroidal moment)とは、電磁場を多重極展開した際に、磁気多重極子・電気多重極子とは独立に現われる多重極子項である。静的な電磁場を多重極展開する場合、電荷と電流の分布は、電気多重極子と磁気多重極子のみの線形結合により完全に表現することができる。しかし、動的な電磁場を多重極展開する場合には追加の項が生じ、この項は電気多重極子および磁気多重極子の時間微分だけでなく、トロイダル多重極モーメントも含む。電気双極子は分離された電荷、磁気双極子は循環電流のアナロジーで理解されるが軸性トロイダル双極子（電気トロイダル双極子とも）はトーラス状の電荷分布により、極性トロイダル双極子（磁気トロイダル双極子、アナポール英: anapole とも）はソレノイドをトーラス状に曲げたもののアナロジーで理解される。

## 古典的なトロイダル双極子モーメント
複素表示を用いると、電流密度Jは、直交座標系上もしくは極座標形上の微分演算子を用いて電気多重極子、磁気多重極子、およびトロイダル多重極子の総和として書くことができる。最も低次のトロイダル項はトロイダル双極子である。その方向iに沿う大きさは次の式で与えられる。
{\displaystyle T_{i}={\frac {1}{10c}}\int [r_{i}(\mathbf {r} \cdot \mathbf {J} )-2r^{2}J_{i}]\mathrm {d} ^{3}x}
この項は、電流密度を2次まで拡張した場合にのみ現われるため、長波長近似下では通常消滅する。
しかし、最近の研究では、トロイダル多重極子は高次の電気多重極子であり、別種の多重極子ではないとする結果が得られている。

## 量子トロイダル双極子モーメント
1957年、ヤーコフ・ゼルドビッチは弱い相互作用がパリティ対称性を破るため、スピン1⁄2のディラック粒子は通常の電気多重極子と磁気多重極子に加えてアナポールモーメントとも呼ばれるトロイダル双極子も持つことを示した。この項の相互作用を最も理解しやすい系は、次のような非相対論的極限ハミルトニアンで記述される。
ℋ∝−d（𝜎⋅E）−μ（𝜎⋅B）−a（𝜎⋅∇⨯B）
ここで、dは電気双極子モーメント、 μは磁気双極子モーメント、aはアナポールモーメント、σはパウリ行列のベクトルを表わす。 

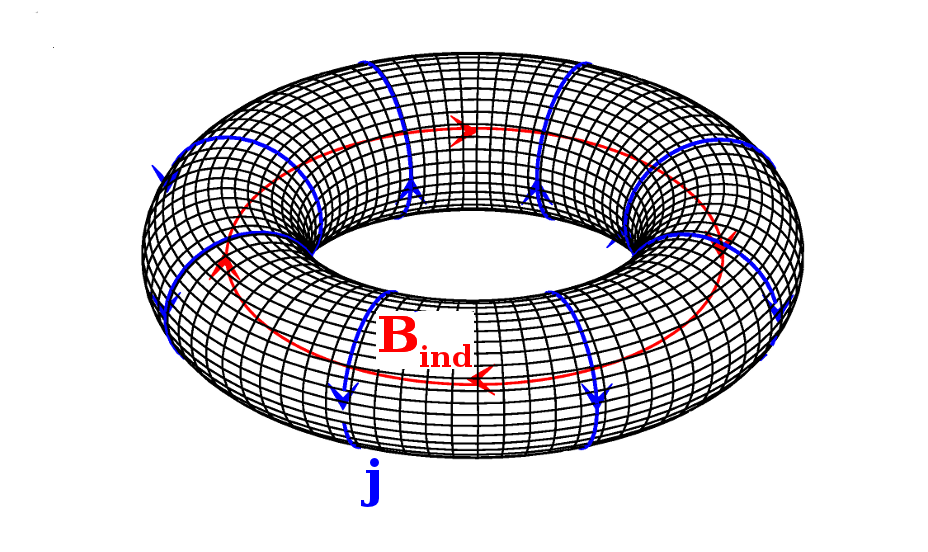
トロイダル磁気モーメント（赤）を誘起するソレノイド電流j （青）。

## 双極子モーメントの対称性
すべての双極子モーメントはベクトルであり、空間反転（P: r↦−r）と時間反転（T: t↦−t）の下での対称性の違いによって区別できる。以下の表は、双極子モーメントそれぞれが、各対称変換の下で不変（"+1"）か、符号反転するか（"-1"）をまとめたものである。
| 双極子モーメント               | P  | T  |
| ------------------------------ | -- | -- |
| 軸性トロイダル双極子モーメント | +1 | +1 |
| 電気双極子モーメント           | -1 | +1 |
| 磁気双極子モーメント           | +1 | -1 |
| 極性トロイダル双極子モーメント | -1 | -1 |

## 物性物理学における磁気トロイダルモーメント
物性物理学において、磁気トロイダル秩序を生じさせるさまざまな機構が研究されている。
- 空間反転対称性および時間反転対称性を破る局所スピンの配列。この結果として生じるトロイダルモーメントは、磁性イオンのスピンSiと磁気単位胞中における位置riとの外積の総和T=∑
iri×Siによって記述される[7]。
- 非局在磁気モーメントによる渦形成。
- オンサイト軌道電流（磁性強誘電体（英語版）相CuOに見られる）[8]。
- 軌道環電流。酸化銅系高温超伝導体を理解する上で重要な可能性が提唱されている[9]。同様に、クプラートにおける軌道電流による対称性の破れが、偏極中性子散乱による実験的根拠をもって主張されている[10]。

## 磁気トロイダルモーメントとその磁気電気効果との関係
固体物質中の磁気トロイダル子モーメントTの存在は、磁気電気効果の存在に起因する。トロイダルソレノイド平面に磁場Hを印加すると、ローレンツ力により環電流が蓄積され、TとHの両方に垂直な誘電分極が生じる。その結果生じる電気双極子モーメントは、 Pi = εijkTjHkのように書ける（εはレビ・チビタ記号）。したがって、交差相関応答を記述する磁気電気テンソルは反対称テンソルとなる。

## 物性物理学におけるフェロトロイド性
微視的な磁気トロイダルモーメントの長距離秩序相への自発的相転移は、「フェロトロイド性」英: Ferrotoroidicityと呼ばれる。これは、空間的にも時間的にも奇な巨視的秩序パラメータをもつ、一次フェロイクス（自発的な点対称性の破れを伴う相転移）の対称性スキームを占めることが予想されている。フェロトロイダル物質は、例えば回転をもつ磁場など適切な磁場によって切り替えることができる磁区を持つことが期待される。これら2つのフェロイック状態に特徴的な特性は、どちらもナノ磁性体アレイに基づく人工フェロイトロイドモデル系で実証されている。
フェロトロイド性の存在はまだ議論中であり、明確な証拠は示されていない。これは主に、フェロトロイド性と反強磁性秩序がどちらも正味の磁化をもたず秩序パラメーターの対称性も同じであるため区別することが難しいことに起因する。

## アナポールダークマター
すべてのCPT自己共役粒子、特にマヨラナフェルミオンは、トロイダルモーメント以外の多重極モーメントを持つことが禁じられている。ツリーレベルでは、すなわちファインマン図におけるループを許容しない場合、アナポールのみをもつ粒子は外部電流とのみ相互作用し、自由空間における電磁場とは相互作用せず、粒子の速度が遅くなるにつれ相互作用断面積も減少する。このため、重いマヨラナフェルミオンがコールドダークマターのもっともらしい候補として提案されている。

## 関連文献
- Stefan Nanz: Toroidal Multipole Moments in Classical Electrodynamics. Springer 2016. ISBN 978-3-658-12548-6